# Międzynarodowy Komitet Ratownictwa Alpejskiego
Międzynarodowy Komitet Ratownictwa Alpejskiego (ang. International Commission for Alpine Rescue, ICAR; niem. Internationale Kommission für Alpines Rettungswesen, IKAR; fr. Commission Internationale de Sauvetage Alpin, CISA) – międzynarodowe stowarzyszenie zrzeszające organizacje zajmujące się ratownictwem górskim.
Głównym celem organizacji jest:
- międzynarodowa współpraca w ramach ratownictwa górskiego,
- zapewnienie najefektywniejszych metod ratowania poszkodowanych alpinistów, turystów i narciarzy,
- zapewnienie pomocy w uzyskiwaniu informacji oraz profilaktyka i zapobieganie wypadkom.

W skład MKRA wchodzi pięć niezależnych podkomisji:
- Komisja ds. Ratownictwa Naziemnego
- Komisja ds. Ratownictwa Lawinowego
- Komisja Ratownictwa Lotniczego
- Komisja ds. Medycznego Pogotowia Górskiego

Organizację powołano 30 października 1955 roku i wtedy wybrano pierwszego prezesa i ustalono główne cele działania. Siedzibą stowarzyszenia jest Szwajcaria. Dziś organizacja skupia 85 narodowych organizacji ratownictwa górskiego z 34 krajów, w tym z Europy i Ameryki Północnej. Polskie służby ratownictwa górskiego zostały członkami IKAR-CISA, w 1968 roku GOPR a TOPR rok później. 

## Kongresy i konferencje w Polsce
- 48 Kongres Międzynarodowej Komisji Ratownictwa Górskiego IKAR-CISA odbył się w  Karpaczu w dniach 18-22 września 1996, Gospodarzem kongresu była Grupa Karkonoska GOPR
- Kongres  odbył 14 października 2004 roku w Zakopanem kongres, gospodarzem kongresu był TOPR. W  obradach i podczas sympozjów i szkoleń tematem przewodnim było „ Bezpieczeństwo w ratowników górskich w ich działaniach”[1].
- 64 Kongres  odbył się w 2012 roku  w Krynicy-Zdroju na terenie Grupy Krynickiej GOPR. W czasie tego kongresu odbywały się prelekcje, sympozja na temat techniki ratownictwa z zastosowaniem śmigłowców.  obradach uczestniczyły delegacje z 37 krajów zrzeszone w organizacji[2].
- konferencja odbyła się 2019 w Zakopanem[3].